# در بدلندز
در بدلندز (به انگلیسی: Into the Badlands)؛ یک مجموعه تلویزیونی در سبک هنرهای رزمی و برداشتی آزاد از داستانی کلاسیک چینی به نام سفر به غرب می‌باشد.
فصل اول این سریال به تعداد شش قسمت از ۱۵ نوامبر ۲۰۱۵، در شبکه ای‌ام‌سی هر یک شنبه پخش می‌شد. در ۹ فوریه ۲۰۱۹، ای‌ام‌سی ساخت مجموعه را پس از سه فصل متوقف کرد.

## داستان
در فصل اول قرن‌ها بعد در آینده، در نتیجه از بین رفتن دنیای متمدن در سرزمینی که بدلندز نامیده می‌شود جامعه ارباب رعیتی شکل گرفته‌است که سرزمین‌های آن در رقابتی دائمی بین هفت بارون که برای حکومت بر قلمروشان از سیاست مشت آهنین و جنگجویان ویژه ای به نام کلیپرها استفاده می‌کنند تقسیم شده‌است. داستان سریال حول شخصیت یکی از ماهرترین و تواناترین این جنگجویان ویژه به نام سانی که تحت امر بارون قدرتمندی به نام کوئین خدمت می‌کند در حالی که او در یکی از ماموریت‌هایش مورد حمله گروهی ناشناس قرار گرفته و در نتیجه آن با پسر جوانی به نام ام کی (M.K.) که افکار جسورانه ای در سر دارد آغاز می‌شود و این دو برای رسیدن به حقیقت، قدم در مسیری خطرناک می‌گذارند. این در حالیست که در یکی از قلمروهای تحت نفوذ کوئین شخصی به نام ویدو در صدد به چالش کشیدن این بارون و سرنگونی او می‌باشد.
در فصل دوم سانی و ام کی (M.K.) از یکدیگر جدا شده‌اند و هر کدام در یک جا زندانی هستند. در حالی که ام کی برای کنترل قدرت‌هایش، تقلا می‌کند در سوی دیگر سانی پس از آشنایی با باجی، مصمم شده تا برای بازگشت به بدلندز مبارزه کند، او می‌خواهد خانواده‌اش را پیدا کند حتی اگر در این راه کشته شود. در سفرشان، کلیپر و کلت چند متحد جدید پیدا می‌کنند که هنوز انگیزه‌هایشان مشخص نیست. در همین حال، ویدو قدرت‌اش را در مقابل دیگر بارون‌ها تحکیم می‌بخشد و در مقابل، یک تهدید سیاه و مرموز سر و کله‌اش پیدا شده که قصد انتقام‌گیری از همه آن‌ها را دارد. اتحادها در حال شکسته شدن هستند، دوستی‌ها تبدیل به خیانت شده‌اند و تا انتهای فصل، زندگی سانی و ام کی همراه با عواقب ویرانگر برای همیشه تغییر پیدا خواهد کرد. در پایان، کوئین و وییل کشته می‌شوند.
در فصل سوم سانی باید بعد از مرگ وییل، بهترین کاری را که می‌تواند برای پسرش انجام دهد. زمانی که هِنری دچار یک بیماری مرموز می‌شود، سانی باید به نیروهای باجی اضافه شود و یک ماجراجویی جدید را در بدلندز، جایی که ویدو و بارون چائو یک جنگ را آغاز کرده‌اند و موجب بی‌ثباتی منطقه شده‌اند، آغاز کند. ویدو دیگر نیازی به حمایت تیلدا یا والدو ندارد و او متحدان جدیدی به‌نام‌های لیدیا و ناتانیل موون را پیدا کرده‌است، اما زمانی که شخصی به‌نام پیلگریم وارد بدلندز می‌شود و تصمیم دارد که آزرا را آزاد کند و باعث از بین رفتن دوباره صلح شود، دشمنان قدیمی باید دوباره با هم متحد شوند و از بدلندز در برابر این تهدید جدید دفاع کنند. همزمان، ام کی متوجه می‌شود که مادرش توسط سانی به قتل رسیده و برای انتقام گرفتن از سانی، به پیلگریم ملحق می‌شود.

## بازیگران و نقش‌ها
| بازیگر        | نقش   |
| ------------- | ----- |
| امیلی بیچام   | ویدو  |
| دانیل وو      | سانی  |
| الی آیونایدیس | تیلدا |
| آرامیس نایت   | M.K.  |
| سارا بولگر    | جیدا  |
| الا-ری اسمیت  | نیکس  |
| ارلا بریدی    | لیدیا |
| نیک فراست     | باجی  |
| الیور استارک  | رایدر |
| مارتون چوکاش  | کوئین |
| مدلین منتاک   | ویل   |

## پخش قسمت‌ها
| فصل | قسمت‌ها | قسمت‌ها | تاریخ اصلی روی آنتن رفتن | تاریخ اصلی روی آنتن رفتن |
| فصل | قسمت‌ها | قسمت‌ها | اولین بار                | آخرین بار                |
| --- | ------ | ------ | ------------------------ | ------------------------ |
| ۱   | ۶      | ۶      | ۱۵ نوامبر ۲۰۱۵           | ۲۰ دسامبر ۲۰۱۵           |
| ۲   | ۱۰     | ۱۰     | ۱۹ مارس ۲۰۱۷             | ۲۱ مه ۲۰۱۷               |
| ۳   | ۱۶     | ۱۶     | ۲۲ آوریل ۲۰۱۸            | ۶ مه ۲۰۱۹                |